# 进贤站
进贤站是一个沪昆线上的铁路车站，位于江西省南昌市进贤县民和镇，目前为三等站，邮政编码为331700。目前客运：办理旅客乘降；行李、包裹托运；货运：办理整车、零担货物发到。
进贤站建于1935年，设有2条股道。1948年车站增加1条股道.1978年车站进行扩建工程，重建面积1370平方米的站房并增加1条股道，候车室可容纳700人:78。在浙赣线电气化工程中，车站于2006年4月搬迁至胜利中路63号现址。

## 站线布置
| 侧式站台 |                                 |
| 1站台    | 沪昆铁路 往上海方向（衙前站）   |
| 通过线   | 沪昆铁路上行列车通过线          |
| 通过线   | 沪昆铁路下行列车通过线          |
| 2站台    | 沪昆铁路 往昆明方向（温家圳站） |
| 岛式站台 |                                 |
| 3站台    | 沪昆铁路 往昆明方向（温家圳站） |
| 侧线     | 沪昆铁路                        |